# Nimba
Nimba is een van de vijftien county's van Liberia. De county heeft een oppervlakte van 12.000 vierkante kilometer en is daarmee de grootste van het land. Met 415.000 inwoners (2007) heeft de county op Montserrado na ook het hoogste bevolkingsaantal van Liberia. De hoofdplaats van Nimba is Sanniquellie. Nimba ontstond in 1963 samen met Bong uit de voormalige provincie Central. Nabij het drielandenpunt met Guinee en Ivoorkust ligt Mont Nimba.

## Grenzen
Nimba ligt in het midnoorden van Liberia waar het grenst aan twee buurlanden:
- De regio Nzérékoré van Guinee in het noordwesten.
- De regio's Dix-Huit Montagnes (noordoosten/oosten) en Moyen-Cavally (een klein stukje in het oosten) van Ivoorkust.

Nimba grenst anders aan nog vijf county's:
- Grand Gedeh in het zuidoosten.
- Een korte grens met Sinoe in het zuiden.
- River Cess in het zuidwesten.
- Grand Bassa in het zuidelijke westen.
- Bong in het westen.

## Districten
De county bestaat uit zes districten:
- Gbehlageh
- Saclepea
- Sanniquelleh
- Tappita
- Yarwein-Mehnsohnneh
- Zoegeh

Bomi · Bong · Gbarpolu · Grand Bassa · Grand Cape Mount · Grand Gedeh · Grand Kru · Lofa · Margibi · Maryland · Montserrado · Nimba · River Cess · River Gee · Sinoe